# Wappenschmiede Elmstein
Die Wappenschmiede Elmstein war eine 1792 von Johann Lanz in Elmstein am Speyerbach errichtete Werkzeug- und Geräteschmiede. Ursprünglich wurden durch drei oberschlächtige Wasserräder mit Durchmessern von 2,20 bis 2,30 Metern ein Blasebalg, vier Schwanzhämmer und ein großer Schleifstein angetrieben.
Die Wappenschmiede wurde bis 1975 durch den letzten Schmied, Heinrich Haag, betrieben. Heute ist sie unter dem Namen Historische Wappenschmiede Elmstein ein Kulturdenkmal und arbeitendes Museum.

## Mühlenkomplex
Begründer Johann Lanz war auch Eigentümer und Betreiber der gegenüber liegenden Mahl- und Sägemühle, von der aber nur noch die Gebäude erhalten sind. Auf ihn folgten die Eigentümer Römer und Haag. In der Schmiede wurde 1844 ergänzend eine Hanfreibe zur Gewinnung von Hanffasern eingerichtet, die nach 1887 stillgelegt wurde.

Der letzte Schmied Heinrich Haag fertigte Geräte für Waldarbeiter, Steinbrecher, Steinmetzen, Maurer und Flößer, wie 

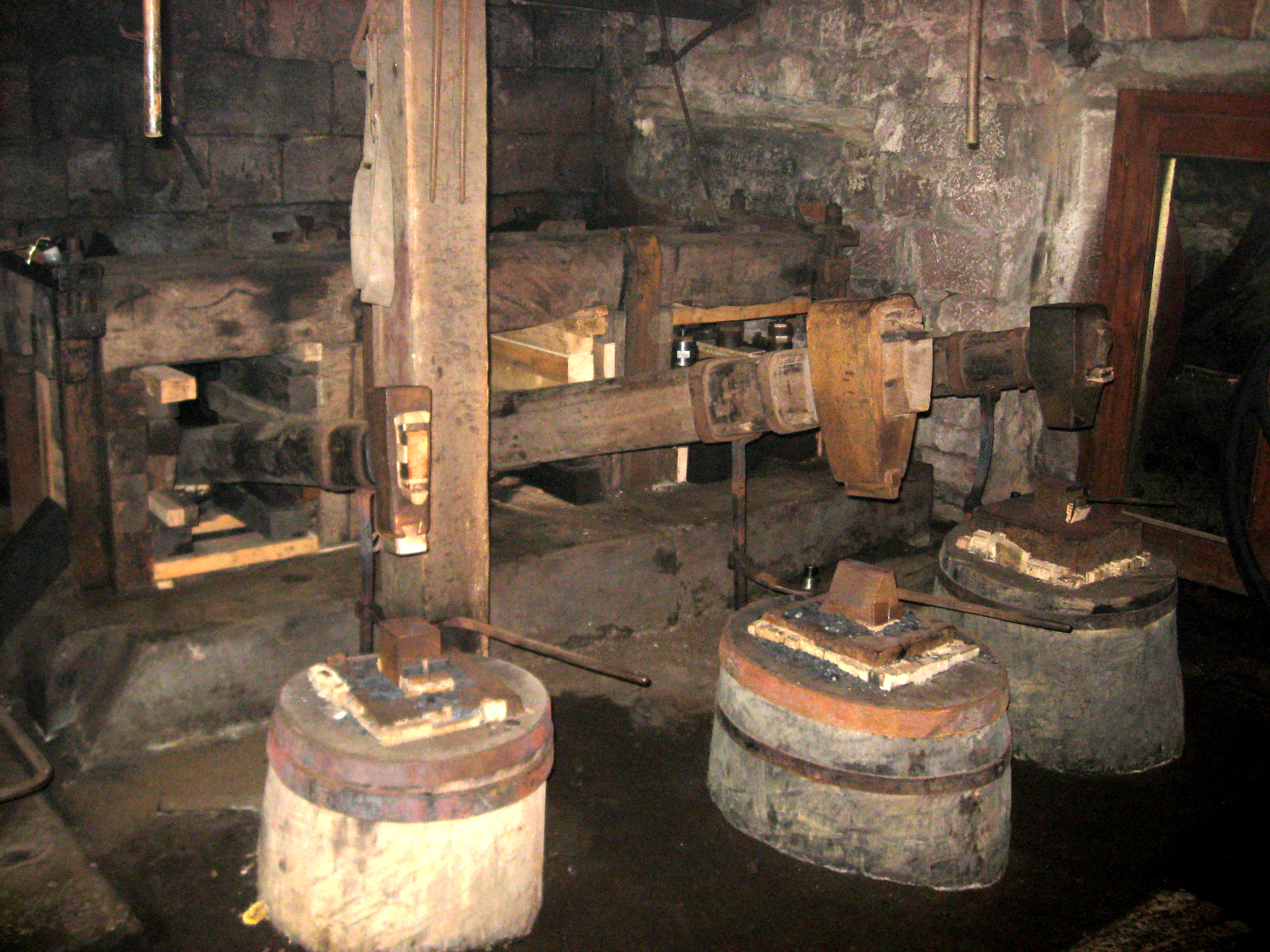
Die drei Schwanzhämmer in der Wappenschmiede von Elmstein

- Spaltkeile, Schäleisen, Schälschippen, Spaltäxte, Kulturhacken, Pflanzeisen;
- Zweispitze, Maurerhämmer, Steinkeile, Steinschlegel, Grähnel, Fugeisen, Stemmeisen, Bruchsteinhämmer;
- Wagenachsen, Feldhacken, Karste mit 2 oder 3 Zinken, Wiesenbeile, Pflugscharen, Flößerhaken[2]

Einer der vier Schwanzhämmer wurde durch einen Federhammer ersetzt.

## Museum
Das Kulturdenkmal wurde von der Gemeinde Elmstein von Nachkommen der Schmiedefamilie Haag erworben. Im April 2012 wurde ein gemeinnütziger Förderverein mit dem Ziel gegründet, die Schmiede nach betriebsbereiter Instandsetzung des Hammerwerks im Rahmen eines „arbeitenden Museums“ mit Schmiedevorführungen, -kursen und Mitmachangeboten interessierten Besuchern zu präsentieren. Nun ist das Museum, an Möllbachstr. 7, 67471 Elmstein an jedem ersten Sonntag im Monat von 11 bis 17 Uhr und am Deutschen Mühlentag zu besichtigen, wobei jeweils Schmiedevorführungen angeboten werden.